# Alexandru Mitriță
Alexandru Ionuț Mitriță, född 8 februari 1995 i Craiova, är en rumänsk fotbollsspelare som spelar för Universitatea Craiova. Han representerar även Rumäniens landslag.

## Karriär
Den 8 oktober 2020 lånades Mitriță ut av amerikanska New York City till saudiska Al-Ahli på ett låneavtal fram till den 31 januari 2022. Låneavtalet bröts i förtid och den 31 augusti 2021 lånades han istället ut till grekiska PAOK på ett säsongslån. Den 25 juli 2022 lånades Mitriță ut till saudiska Al-Raed på ännu ett säsongslån.
Den 1 juni 2023 blev Mitriță klar för en återkomst i Universitatea Craiova, där han skrev på ett treårskontrakt.